# Narberth
Narberth (in gallese: Arberth; 2.100 ab. circa) è una cittadina del Galles sud-occidentale, facente parte della contea del Pembrokeshire (contea tradizionale: Dyfed).

## Etimologia
Il nome della località deriva dalla parola gallese ar-berth, che significa "sopra/oltre la foresta".

## Geografia fisica

### Collocazione
Narberth si trova nella parte meridionale della contea del Pembrokeshire, a circa metà strada tra Haverfordwest e St Clears (rispettivamente ad est della prima e ad ovest della seconda), nonché a circa 17 km a nord della località costiera di Tenby e a circa 25 km ad ovest/nord-ovest della località costiera di Laugharne.

## Società

### Evoluzione demografica
Al censimento del 2001, Narberth contava una popolazione di 2.155 abitanti.

## Edifici e luoghi d'interesse
Principale attrazione di Narberth sono le rovine del castello, costruito nel XIII secolo sulle rovine di una preesistente fortezza normanna risalente almeno al 1116.
|  |